# Oonopoides orghidani
Oonopoides orghidani là một loài nhện trong họ Oonopidae.
Loài này thuộc chi Oonopoides. Oonopoides orghidani được miêu tả năm 1983 bởi Dumitrescu & Georgescu.